# Roger Durán
Roger Durán – wenezuelski judoka.
Uczestnik mistrzostw świata w 1991. Wygrał igrzyska Ameryki Południowej w 1990. Brązowy medalista igrzysk Ameryki Środkowej i Karaibów w 1990. 
Wicemistrz mistrzostw panamerykańskich w 1990 i trzeci w 1992 roku.